# Paracamelus
Il genere Paracamelus (Schlosser 1903) comprende mammiferi estinti della famiglia dei Camelidi, propri del Vecchio Mondo.
L'estinzione è avvenuta all'inizio del Pleistocene, circa 1 milione di anni fa, mentre i reperti più antichi vengono attribuiti a circa 10 milioni di anni fa.
Secondo alcune ricostruzioni, il Paracamelus aveva la gobba.